# The Golden Boy
The Golden Boy è un singolo del 1988 di Freddie Mercury e Montserrat Caballé, contenuto nell'album Barcelona.
Il singolo del cantante dei Queen e del soprano spagnolo, registrato il 1º dicembre 1987 (i primi demo vennero dal 2 maggio e 9 novembre), venne distribuito solo nel Regno Unito, in Giappone, in Germania e in Australia. Il coro gospel è composto da Madeline Bell, Debbie Bishop, Lance Ellington, Miriam Stockley, Peter Straker, Mark Williamson e Carol Woods. The Golden Boy arrivò alla ottantatreesima posizione nella classifica inglese.

## Tracce
1. The Golden Boy – 6:04
2. The Fallen Priest – 5:43
3. The Golden Boy (versione strumentale) – 6:04

## Esibizioni Live
Il brano venne eseguito live (anche se in playback) da Freddie Mercury e Montserrat Caballé l'8 ottobre 1988 al Festival "La Nit" di Barcelona (per pubblicizzare l'album Barcelona, che solamente due giorni dopo venne pubblicato);